# スペースキャンプ (映画)
『スペースキャンプ』（原題：SpaceCamp）は、1986年制作のアメリカ合衆国のSF冒険映画。

## あらすじ
NASAのトレーニングセンターで行なわれるスペースキャンプに、夏休みを利用して子供たちがやってきた。このうちマックス、キャスリン、ケヴィン、ルディ、ティッシュのグループは女性宇宙飛行士アンディの指導を受けることになった。
しかし数日後、マックスの連れていたロボット・ジンクスのいたずらで、マックスたちが実習で乗っていたスペースシャトルが本当に宇宙へ発射されてしまった。
マックスたちはアンディとその夫ザックらNASAスタッフのサポートのもと、地球に帰還しようと奮闘する。

## キャスト
| 役名         | 俳優                 | 日本語吹き替え | 日本語吹き替え |
| 役名         | 俳優                 | テレビ朝日版   | NHK版          |
| ------------ | -------------------- | -------------- | -------------- |
| アンディ     | ケイト・キャプショー | 高島雅羅       | 駒塚由衣       |
| キャスリン   | リー・トンプソン     | 玉川砂記子     | 笠原弘子       |
| マックス     | リーフ・フェニックス | 田中真弓       | 渕崎ゆり子     |
| ザック       | トム・スケリット     | 堀勝之祐       | 小川真司       |
| ケヴィン     | テイト・ドノヴァン   | 塩沢兼人       | 子安武人       |
| ルディ       | ラリー・B・スコット  | 菊池英博       | 岩田光央       |
| ティッシュ   | ケリー・プレストン   | 深見りか       | 皆口裕子       |
| 司令官       | テリー・オクィン     |                |                |
| ジンクスの声 | フランク・ウェルカー | 田の中勇       |                |

- テレビ朝日版：初回放送1988年8月7日『日曜洋画劇場』
- NHK版：初回放送1993年12月31日